# Wola Bałucka
Wola Bałucka – wieś w Polsce położona w województwie łódzkim, w powiecie łaskim, w gminie Łask.
W latach 1975–1998 miejscowość administracyjnie należała do województwa sieradzkiego.
Po dawnym założeniu dworskim został dwór murowany z ok. 1830 r., zbudowany w miejscu poprzedniego – drewnianego, który spłonął. Budynki gospodarcze po 1945 r. zostały rozebrane przez mieszkańców wsi. Ten dwór (także poprzedni drewniany) i folwark należał do Słodkowskich h. Gnierzawa, przybyłych tu z Księstwa Siewierskiego. Dwór i folwark został sprzedany w 1915 r. Dietrichom, którzy poddali go gruntownej restauracji i posiadali go do 1945 r. W dniu 3 II 1981 r. dwór, który był już w ruinie bo nie był użytkowany wtedy od 10 lat, kupił Andrzej Świderski i doprowadził do idealnego stanu.
Więcej informacji tutaj.